# بخش اورلئان
بخش اورلئان (به فرانسوی: Arrondissement d'Orléans) یک بخش در فرانسه است که در لوآره واقع شده‌است.